# Phragmocephala stemphylioides
Phragmocephala stemphylioides är en svampart som först beskrevs av August Karl Joseph Corda, och fick sitt nu gällande namn av S. Hughes 1958. Phragmocephala stemphylioides ingår i släktet Phragmocephala, divisionen sporsäcksvampar och riket svampar.   Inga underarter finns listade i Catalogue of Life.